# Union Rennes Basket 35
El Union Rennes Basket 35 es un equipo de baloncesto francés con sede en la ciudad de Rennes, que compite en la NM1, la tercera división de su país. Disputa sus partidos en la Salle Colette Besson, con capacidad para 2142 espectadores.

## Posiciones en liga
| - 2011 - (NM3) - 2012 - (1-NM2) - 2013 - (15-NM1) - 2014 - (6-NM2) | - 2015 - (3-NM2) - 2016 - (2-NM2) - 2017 - (17-NM1) - 2018 - (9-NM2) | - 2019 - (4-NM2) - 2020 - (1-NM2) - 2021 - (6-NM1) - 2022 - (13-NM1) |

## Palmarés
- NM2
  - Campeón Grupo C: 2012
  - Semifinales: 2012, 2016
  - Subcampeón Grupo C: 2016